# Пам'ятки Хуста
У місті Хуст Закарпатської області знаходиться 13 пам'яток архітектури 8 пам'яток історії і 5 пам'яток монументального мистецтва.

## Пам'ятки архітектури

### Національного значення
| 1  | Руїни замку (мур.)                            | XI—XII ст., XIV—XVI ст. |                  | 210/0 |
| 2  | Єлизаветинський костел (мур.)                 | XIV—XV ст.              |                  | 211/0 |
| 3  | Миколаївська церква (дер.)                    | 1779                    | с. Данилове      | 214/1 |
| 4  | Дзвіниця Миколаївської церкви (дер.)          | 1779                    | с. Данилове      | 214/2 |
| 5  | Михайлівська церква (дер.)                    | 1688                    | с. Крайникове    | 217/1 |
| 6  | Дзвіниця Михайлівської церкви (дер.)          | 1688                    | с. Крайникове    | 217/2 |
| 7  | Церква Св. Параскеви (дерев'яна)              | XV ст., 1753            | с. Олександрівка | 220/1 |
| 8  | Дзвіниця церкви Св. Параскеви (дер.)          | 1753                    | с. Олександрівка | 220/2 |
| 9  | Миколаївськи церква (дерев'яна)               | поч. XVII ст., 1704     | с. Сокирниця     | 227/1 |
| 10 | Дзвіниця Миколаївської церкви (дерев'яна)     | 1770                    | с. Сокирниця     | 227/2 |
| 11 | Церква Різдва Богородиці (дерев'яна)          | 1643, 1797              | с. Стеблівка     | 228/1 |
| 12 | Дзвіниця церкви Різдва Богородиці (дерев'яна) | 1797                    | с. Стеблівка     | 228/2 |

### Місцевого значення
| № п/п | Найменування пам'ятки          | Датування | Адреса                                                  | Охоронний номер | Охоронний номер | № і дата рішення або розпорядження про прийняття на державний облік |
| № п/п | Найменування пам'ятки          | Датування | Адреса                                                  | новий           | старий          | № і дата рішення або розпорядження про прийняття на державний облік |
| ----- | ------------------------------ | --------- | ------------------------------------------------------- | --------------- | --------------- | ------------------------------------------------------------------- |
| 74    | Комплекс 2-поверхової забудови | 1930      | вул. Пушкіна, Карпатської України, Лермонтова, Шевченка | 090057          | 39-М            |                                                                     |

## Пам'ятки монументального мистецтва
| № п/п | Назва | Розташування                | Фото | Короткі відомості |
| 1.    | Пам'ятник російським військовополоненим, які загинули у 1914-1915 роках                                            | біля підніжжя Замкової гори |      | Встановлений на місці спільного поховання вояків російської царської армії у 1915 році. Являє собою чотиригранну піраміду складену з грубо обробленого андезиту. Висота її близько 3,5 метрів. Піраміда увінчана однораменним хрестом, посередині викарбуваний рік поховання — «1915». Пам'ятка архітектури місцевого значення під охоронним № 360-м (рішення ОВК № 191 від 06.07.1976 р.)                                                            |
| 2.    | Пам'ятник Олександрові Духновичу                                                                                   | пл. Богдана Хмельницького   |      | Відкритий у 1933 році, на майдані біля греко-католицького Свято-Вознесенського собору. Автор пам'ятника — скульптор Олена Степанівна Шиналі (Мондич). Матеріал — камінь, мармур. Пам'ятник споруджено на кошти, зібрані комсомольцями міста під час суботників. Пам'ятка архітектури місцевого значення під охоронним № 491-м (рішення Хустського РВК № 12 від 16.01.1970 р.)                                                                         |
| 3.    | Пам'ятник Дмитрові Вакарову                                                                                        | вул. Карпатської України    |      | Встановлений у 1967 році, на площі біля Хустської спеціалізованої школи І–III ступенів № 1 імені Августина Волошина. Матеріал — бронза, мармурова крихта. Пам'ятник споруджено на кошти, зібрані комсомольцями міста під час суботників. Пам'ятка архітектури місцевого значення під охоронним № 393-м (рішення Хустського РВК № 12 від 16.01.1970 р.)                                                                                                |
| 4.    | Пам'ятник «Братська могила радянських воїнів та підпільників партизан, які загинули в боях за визволення Хустщини» | вул. Карпатської Січі       |      | Відкритий у 1971 році. Виготовлений за проєктом архітектора С. Шолтеса та скульптора Г. Чумакова. Матеріал — залізобетон, мармурова крихта. Пам'ятка архітектури місцевого значення під охоронним № 362-м (рішення ОВК № 139 від 21.05.1985 р.) |
| 5.    | Пам'ятник Олександрові Маркушу                                                                                     | вул. Пирогова, 1            |      | Встановлений 2 листопада 1991 року, на майданчику перед Хустським краєзнавчим музеєм. Автор пам'ятника — скульптор Михайло Попович. Матеріал — камінь, мармур. Пам'ятка архітектури місцевого значення під охоронним № 393-м (розпорядження ДАЗО № 452 від 11.10.1993 р.) |
| 6.    | Пам'ятник героям Карпатської України                                                                               | Замкова гора                |      | Відкритий 15 березня 2009 року під час святкування 70-ї річниці проголошення незалежності Карпатської України та 135-ї річниці від дня народження Президента Карпатської України отця доктора Августина Волошина. Пам'ятник було збудовано біля могили карпатських січовиків на Замковій горі саме до 70-ї річниці проголошення незалежності Карпатської України. Пам'ятка архітектури місцевого значення (розпорядження ЗОДА № 65 від 22.02.2000 р.) |
| 7.    | Пам'ятний знак на місці розстрілу партизан-підпільників Хустщини                                                   | Замкова гора                |      | Встановлений у 1974 році. Матеріал — андезит. Пам'ятка архітектури місцевого значення під охоронним № 361-м (рішення ОВК № 191 від 06.07.1976 р.) |
| 8.    | Могила письменника Олександра Маркуша                                                                              | Замкова гора                |      | Встановлений у 1971 році. Матеріал — бетон, андезит. Пам'ятка архітектури місцевого значення під охоронним № 572-м (рішення ОВК № 139 від 21.05.1985 р.) |
| 9.    | Могила письменника Олександра Маркуша                                                                              | Замкова гора                |      | Встановлений у 1971 році. Матеріал — бетон, андезит. Пам'ятка архітектури місцевого значення під охоронним № 572-м (рішення ОВК № 139 від 21.05.1985 р.) |
| 10.   | Могила січових стрільців                                                                                           | Міський цвинтар             |      | Пам'ятка архітектури місцевого значення (розпорядження ДАЗО № 452 від 11.10.1993 р.) |
| 11.   | Могила Іоанна Бокшая                                                                                               | Міський цвинтар             |      | Пам'ятка архітектури місцевого значення під охоронним № 424-м (розпорядження ДАЗО № 452 від 11.10.1993 р.) |
| 12.   | Пам'ятний знак на місці розправи над протестувальниками                                                            | вул. І. Франка              |      | Встановлений у 1978 році. Пам'ятка архітектури місцевого значення під охоронним № 571-м (розпорядження ДАЗО № 452 від 11.10.1993 р.) |
| 13.   | Могила Миколи Аркаса                                                                                               | Замкова гора                |      | Пам'ятка архітектури місцевого значення (розпорядження ЗОДА № 65 від 22.02.2000 р.) |

## Сучасні пам'ятники
| № п/п | Назва                                                                        | Розташування                   | Фото | Короткі відомості |
| 1.    | Монумент Слави на честь загиблих у німецько-радянській війні 1941-1945 років | вул. Карпатської Січі          |      | Відкритий 27 червня 1971 року. Виготовлений за проєктом архітектора С. Шолтеса та скульптора Г. Чумакова. Являє собою розгорнутий прапор, на якому викарбувані імена воїнів радянської армії, які загинули в боях з німецькими військами на території Хуста.                                                                            |
| 2.    | Пам'ятник воїнам-інтернаціоналістам                                          | вул. Князя Володимира Великого |      | Споруджений у 2009 році біля Свято-Вознесенського храму на кошти членів Хустської спілки ветеранів Афганістану та меценатів. Виготовлений за проєктом архітектора Віктора Пристаї, голови Хустської організації української спілки ветеранів Афганістану Юрія Дзяпка та отця Костянтина Цуцкова, настоятеля Свято-Вознесенського храму. |
| 3.    | Пам'ятник Тарасові Шевченку                                                  | вул. Карпатської Січі          |      | Відкритий 27 червня 2012 року до 198-ої річниці з дня народження Кобзаря. |
| 4.    | Міні-скульптура солекопа                                                     | Центральний парк               |      | Встановлена у 2020 році в рамках туристичного маршруту «Соляний шлях Закарпаття», поблизу річки Хустець. Автор — скульптор М. Колодко. Матеріал — бронза. |
| 5.    | Пам'ятник Карпатській бджолі                                                 | Майдан Незалежності            |      | Відкритий 18 жовтня 2020 року. Меценати спорудження пам'ятника — Почесний пасічник України Йосип Рачок та пасічник Володимир Кащук. |

## Меморіальні таблиці
| № п/п | Назва                                                                     | Розташування | Фото | Короткі відомості                                                                   |
| 1.    | Меморіальна таблиця на будинку, в якому збирався Сойм Карпатської України |              |      | Пам'ятка архітектури місцевого значення (розпорядження ЗОДА № 65 від 22.02.2000 р.) |